# Прапор Святогорська
Прапор Святогорська — офіційний символ міста Святогірськ Донецької області, затверджений на сесії Святогорської міської ради 15 липня 2003 року. Авторами проєкту прапора є О. Житниченко, А. Закорецький.

## Опис
Прапор являє собою квадратне полотнище, розділене на 2 смуги: верхню, зеленого кольору, величиною 5/6 від висоти стяга та нижню, блакитну, що становить 1/6 висоти прапора.
На зеленому полі розміщено зображення білого п'ятигір'я у пропорціях 2:3, увінчане золотим хрестом. Висота п'ятигір'я становить 3/4 висоти стяга.

## Символіка
- Зелений колір символізує мальовничі природні ландшафти.
- Синій (блакитний) колір є уособленням річки Сіверський Донець.
- П'ятигір'я — символ святогорської скали.
- Золотий хрест вказує на розташування у місті Святогорської лаври.